# خالد النبريص
خالد النبريص لاعب كرة قدم فلسطيني يلعب حالياً في نادي النادي الإسماعيلي المصري، انتقل مباشرةً من نادي اتحاد خانيونس الفلسطيني. لعب في مسيرته منذ أن كان صغير مع نادي اتحاد خانيونس وحقق مع فريق الشباب في نادي اتحاد خانيونس تحت 19 عام بطولة طوكيو في قطاع غزة مرتين في 2019 وعام 2021.

## مسيرة الاحتراف
احترف خارج فلسطين سنة واحدة فقط في مصر في النادي الإسماعيلي وألفت الأنظار في مصر حيث أعجب بأدائه النادي الإسماعيلي المصري ويسعى حاليا النادي الإسماعيلي لاستعادته مرة أخرى للنادي.

## انجازاته
- بطولة طوكيو للشباب في قطاع غزة
- بطولة طوكيو 2021 للشباب في قطاع غزة.
- بطولة طوكيو للشباب في فلسطين 2019.